# Tanatori

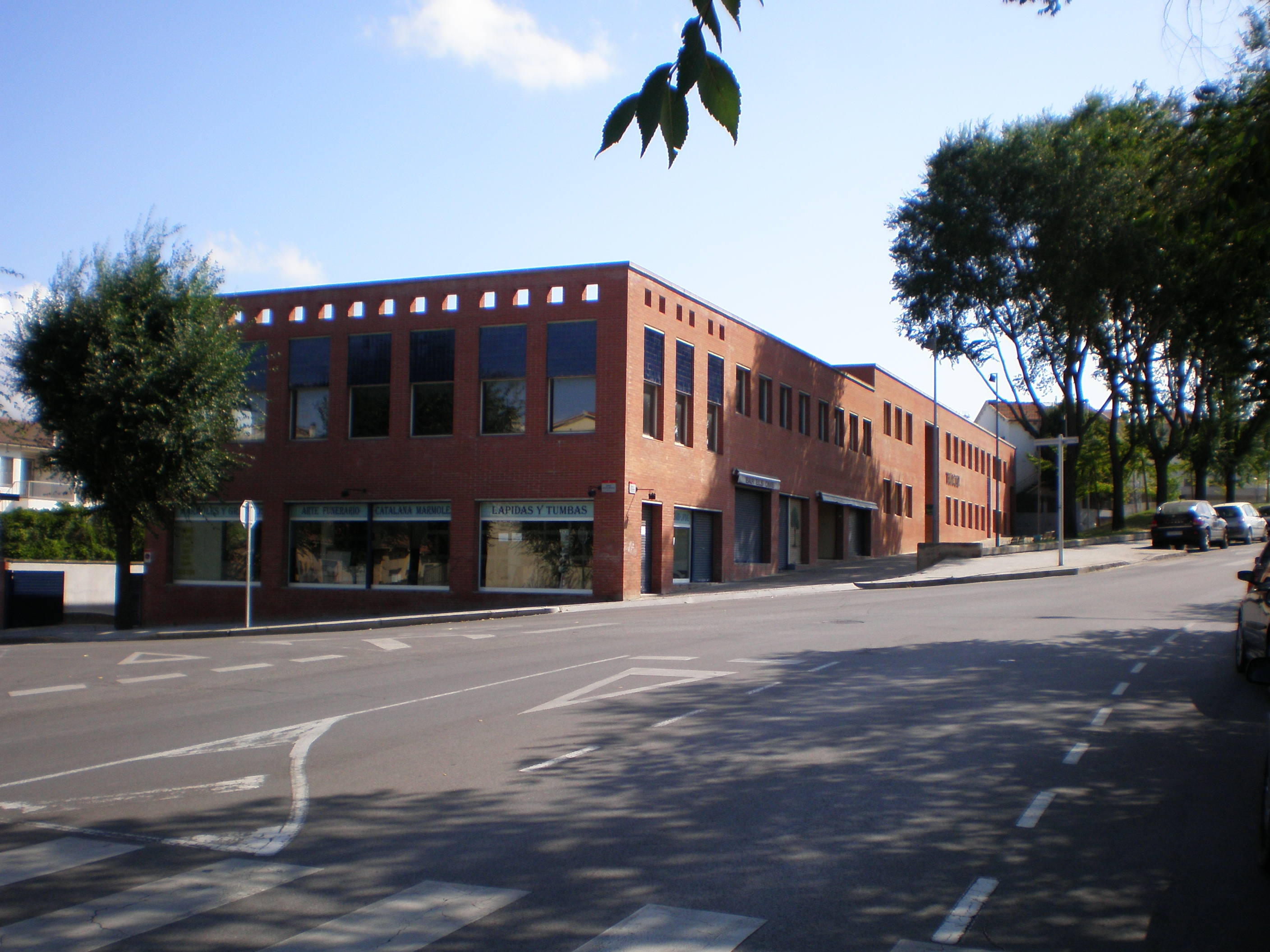
Tanatori de Mollet del Vallès (Vallès Oriental).

Un  tanatori  és un establiment funerari habilitat per a la vetlla de difunts. El nom «tanatori» prové de la mitologia grega: Thanatos (Θάνατος), el daimon de la mort passiva. L'empresa que té un tanatori és una funerària.
Els tanatoris generalment ofereixen una sèrie de serveis associats, com ara la venda de fèretres, làpides i corones; assessoria jurídica; assistència psicològica; cremació; transport del difunt i tanatopràxia.
Factors que expliquen el recent origen del tanatori són el nombre creixent de morts en hospitals i no en domicilis, la disgregació geogràfica de les famílies i la disminució de la grandària dels habitatges, factors que dificulten la tradicional vetlla al domicili del mort.